# Araucana
Este o găină cu capul mare, din cauza aceasta stă cu capul lăsat. De cele mai multe ori, își târâie capul în praf. Are fundul mare ca o rosie. Această rasă înjură și își ia stăpânii la bătaie cu tot felul de obiecte contondente.